# بورغ لوند
بورغ لوند (بالنرويجية: Børge Lund) مواليد 13 مارس 1979 في بودو، هو لاعب كرة يد نرويجي. مثل منتخب النرويج لكرة اليد.

## سجل المنافسة
شارك في البطولات التالية:
- بطولة أوروبا لكرة اليد للرجال 2012
- بطولة أوروبا لكرة اليد للرجال 2014

## روابط خارجية
- بورغ لوند على موقع الاتحاد الأوروبي لكرة اليد (الإنجليزية)
- بورغ لوند على موقع الاتحاد النرويجي لكرة اليد (النرويجية)
- بورغ لوند على موقع نادي كيل لكرة اليد (الألمانية)